# Rumaki
Rumaki – historyczna część miasta Brześć Kujawski położona na południe od centrum, wzdłuż ulicy Krakowskiej. Do 1924 odrębna miejscowość.

## Historia
Rumaki to dawna cegielnia i zakłady ceramiczne. Do 1924 należała do gminy Piaski w powiecie włocławskim, początkowo w guberni warszawskiej, a od 1919 w woj. warszawskim. 
1 lipca 1924 Rumaki włączono do Brześcia Kujawskiego.